# Hydrillodes vexillifera
Hydrillodes vexillifera là một loài bướm đêm trong họ Noctuidae.